# Anders Lundgren
Anders Lundgren (Oslo, 25 de junho de 1896 — 28 de agosto de 1964) foi um velejador norueguês, campeão olímpico. Ele competiu nos Jogos Olímpicos de Verão de 1924 na classe 6 Metre e conquistou a medalha de ouro a bordo do Elisabeth V com Christopher Dahl e Eugen Lunde.